# Geoff Walker
Pour les articles homonymes, voir Walker.
Geoff Walker, né le 28 novembre 1985 à Beaverlodge, est un curleur canadien vivant actuellement à Edmonton.

## Biographie
Walker a été deux fois champion du monde junior, lorsqu'il a remporté or en 2006 et 2007. 
Il est champion du monde masculin en 2017 et a de nouveau remporté l'argent l'année suivante en 2018. Trois fois champion national, il a remporté le Brier en 2017, 2018 et 2020. 
Aux jeux olympiques de Pékin en 2022, il décroche la médaille de bronze.